# もしもピアノが弾けたなら
「もしもピアノが弾けたなら/いい夢みろよ」（もしもピアノがひけたなら/いいゆめみろよ）は、1981年4月1日にCBS・ソニー（現：ソニー・ミュージックレーベルズ）より発売された西田敏行のシングル。

## 解説
作詞：阿久悠 作曲・編曲：坂田晃一による。阿久悠は1981年の『日本作詩大賞』を受賞した。なお、作詞の阿久はその時代で旗色が悪くなっていた不器用な男に対する応援歌を書きたいという願いをドラマの主人公のキャラクターに託したという。そして、歌詞に出てくるピアノは「少しばかり器用なサービス精神」との解釈でよいと述べている。
元々は、1981年4月4日から8月29日までに放映された西田敏行主演の『池中玄太80キロ』第2シリーズの挿入歌として作られた曲で、同番組の主題歌の「いい夢みろよ」のB面として発売されていた。しかし、視聴者からの反響が大きく、のちに「もしもピアノが弾けたなら」が主題歌に変更され、A面とB面の立場が入れ替わる形となった。
坂田はこのドラマの作曲依頼を受けた際に、この2曲は詩先で行こうと決めていて、日テレのスタッフと阿久悠の元に出かけて、その旨を説明して、まずは詩が完成した。タイトルからして「もしもピアノが弾けたなら」が主題歌のA面で「いい夢みろよ」は挿入歌のB面と思って作ったが、なぜだか逆になって販売され、結果は前述の通りで、入れ替えて販売してヒットした。
坂田は作曲前に、西田の歌っているステージを見て、「即興で作る歌も上手くて、音域が広いということもわかって、これは安心して曲も作れるなと思って、西田さんの音域に合わせてアレンジをした」という。
当初はオケのみのテープを西田に渡してレコーディングしたが、「少し後ろを伸ばしたりして、自分流にメロディーをいじって歌われた」ので、「主題歌についてはそういうことが全く必要がないと考えていた」坂田が自身の仮歌を入れたテープを西田に渡して、「メロディーをキチッと歌って、そこに思いを重ねて下さい」と伝え、後日再びレコーディングして出来上がった。
日本テレビ系列の「ザ・トップテン」に同曲でランクイン時、同番組初登場の儀式として記念写真の撮影を行っていた。しかし西田自ら「写真の表情が気に入らない」という理由で、3度もの撮り直しを依頼する。しかも3回目の記念撮影時には、西田自身1・2回目の写真を手に持ちながら撮っていた。
また、1981年末の『第32回NHK紅白歌合戦』に西田はこの曲で初出場を果たした。さらに西田自身、唯一の白組司会を務めた1990年暮れの『第41回NHK紅白歌合戦』にも、9年ぶりに紅白の舞台で同曲を披露した。
この曲の録音において、イントロを含めてピアノ演奏を担当したのは、江草啓介である。江草は後に、映画『ザ・マジックアワー』で西田と共演した。なお、当時テレビ番組で西田が歌唱する際にピアノを演奏したのは、『超時空要塞マクロス』（毎日放送・TBS系のテレビアニメ）、および『橋田壽賀子ドラマ おんなは一生懸命』（TBS系のテレビドラマ）の音楽担当、『題名のない音楽会21』（テレビ朝日系の音楽番組）の司会等にて一躍有名になった、ハネケンこと羽田健太郎である。
1999年に西田が出演したトヨタ・カムリ（6代目後期型　XV20型）のCMで使用されている。
西田が逝去した2024年10月17日付のオリコンデイリーデジタルシングル(単曲)ランキングで前日の圏外から4位に上昇。同月23日に発表された28日付のオリコン週間デジタルシングル(単曲)ランキングでは、初登場11位にランクインされた。

## 収録曲
1. もしもピアノが弾けたなら （3分48秒）
2. いい夢みろよ（3分44秒）

## カバー
- フランク永井（『WOMAN』）1982年
- 山本譲二（『粋な別れ-もう一人の譲二』） 1989年12月15日
- Plastic Tree（『もしもピアノが弾けたなら/バカになったのに』）2003年7月9日
- 岩崎宏美（『Dear Friends II』）2003年11月26日
- 五木ひろし（『阿久悠トリビュートアルバム－名作よ永遠に－』） 2007年9月21日
- チェリッシュ（『チェリッシュCDBOX『L.O.V.E.』あの頃青春グラフィティ"あの日 あの時 あのメロディ"』） 2008年2月27日
- 佐田玲子（『クリスマスコンサート2007 夢工房』） 2008年5月8日
- キリンジ（『続・人間万葉歌～阿久悠作詞集』） 2008年9月27日
  - 2007年には堀込泰行が第一生命CMソングとしてカバーしている。
- 観月ありさ（『VISION FACTORY COMPILATION ～阿久悠、作家生活40周年記念～』）2008年12月3日
- 渡辺真知子（『歌鬼2〜阿久悠 vs.フォーク〜』） 2009年2月4日
- JULEPS（『歌鬼3 ～阿久悠×青春のハーモニー～』）2010年7月14日
- 河口恭吾（『昭和40年男たちのメロディー ～君を好きだったあの頃3』）2013年3月20日
- 石川ひとみ（『THE REBORN SONGS ～すずらん～』） 2013年5月29日
- 加山雄三（『Message～加山雄三 J-Standardを歌う～』）2013年7月3日
- 有安杏果（ももいろクローバーZ）(ももいろ夜ばなし第二夜『玄冬』にてカバー)  2014年2月19日
- 幸田浩子 (『優歌 ~そばにいるうた、よりそううた』2017年11月22日)
- 優里（『詩-80's』）2023年10月4日